# Une aventure de Buffalo Bill
Pour plus de détails, voir Fiche technique et Distribution.
Une aventure de Buffalo Bill (The Plainsman) est un western américain de 1936 réalisé par Cecil B. DeMille, avec la participation dans les rôles principaux de Gary Cooper et Jean Arthur.

## Synopsis

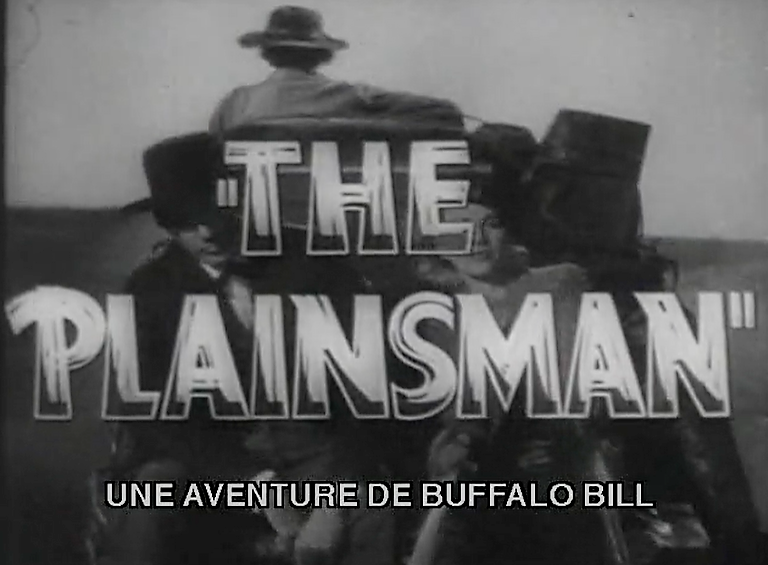
Générique du film.

À la fin de la Guerre de Sécession, les trafiquants d'armes fournissent les Indiens en fusils à répétition. Buffalo Bill et Wild Bill Hickok soupçonnent John Lattimer d'être le chef du réseau. Lattimer déclenche une attaque indienne ; Hickok y fait front et parvient à arracher des mains des Indiens la jeune aventurière Calamity Jane. Mais, peu après, tous deux sont faits prisonniers.

## Fiche technique
- Titre : Une aventure de Buffalo Bill
- Titre original : The Plainsman
- Réalisation : Cecil B. DeMille, assisté d'Arthur Rosson (non crédité)
- Distribution : Paramount Pictures
- Scénario : Waldemar Young, Harold Lamb, Lynn Riggs, d'après des histoires de Courtney Ryley Cooper et Frank J. Wilstach
- Musique : George Antheil
- Photographie : Victor Milner et George Robinson (non crédité)
- Montage : Anne Bauchens
- Costumes : Joe de Young, Dwight Franklin, Natalie Visart
- Effets visuels : Farciot Edouart, Dewey Wrigley et Gordon Jennings (non crédité)
- Pays d'origine :  États-Unis
- Langue : anglais
- Genre : western
- Format : Noir et blanc - 35 mm - 1,37:1 - Son : Mono (Western Electric Noiseless Record
- Durée : 113 minutes
- Dates de sortie : 
  - États-Unis : 16 novembre 1936
  - France : 7 mai 1937
- Affiche : Roger Soubie (France)

## Distribution
- Gary Cooper (VF : Richard Francœur) : James Butler « Wild Bill » Hickok
- Jean Arthur (VF : Micheline Doret) : Calamity Jane
- James Ellison (VF : Marc Valbel) : William Frederick « Buffalo Bill » Cody
- Helen Burgess (VF : Madeleine Larsay) : Louisa Cody (en)
- Charles Bickford (VF : Marcel Raine) : John Lattimer
- Porter Hall : Jack McCall
- Paul Harvey (VF : Henry Valbel) : Yellow Hand
- Victor Varconi : Painted Horse
- John Miljan (VF : Jean Mauclair) : le général Custer
- Frank McGlynn Sr. : Abraham Lincoln
- Granville Bates : Van Ellyn
- Fred Kohler : Jake
- Purnell Pratt : le capitaine Wood
- Pat Moriarity (VF : Paul Forget) : le sergent McGinnis
- Harry Woods : le sergent d'intendance
- Anthony Quinn : l'indien Cheyenne qui revient de Little Bighorn
- Francis McDonald : le joueur
- George "Gabby" Hayes : Breezy
- Fuzzy Knight : Dave
- George MacQuarrie : Général Merritt

Acteurs non crédités
- Lane Chandler : un soldat du capitaine Wood
- Davison Clark : James Speed
- George Cleveland : un associé de Van Ellyn
- Douglas Wood : un associé de Van Ellyn
- Francis Ford : Anderson
- Noble Johnson : un indien avec Painted Horse
- Carl Miller : un conducteur de chariot de Lattimer
- Harry Stubbs : John F. Usher

## Autour du film
- Le tir de missile le plus meurtrier de la Seconde Guerre mondiale eut lieu le 16 décembre 1944 lorsqu'une salle de cinéma d'Anvers qui projetait ce film fut touchée par un V2, occasionnant ainsi 567 décès chez les spectateurs.